# Dolichopeza (Sinoropeza) hamulifera
Dolichopeza (Sinoropeza) hamulifera is een tweevleugelige uit de familie langpootmuggen (Tipulidae). De soort komt voor in het Palearctisch gebied.